# Lamoral-Antoine de la Motte Baraffe

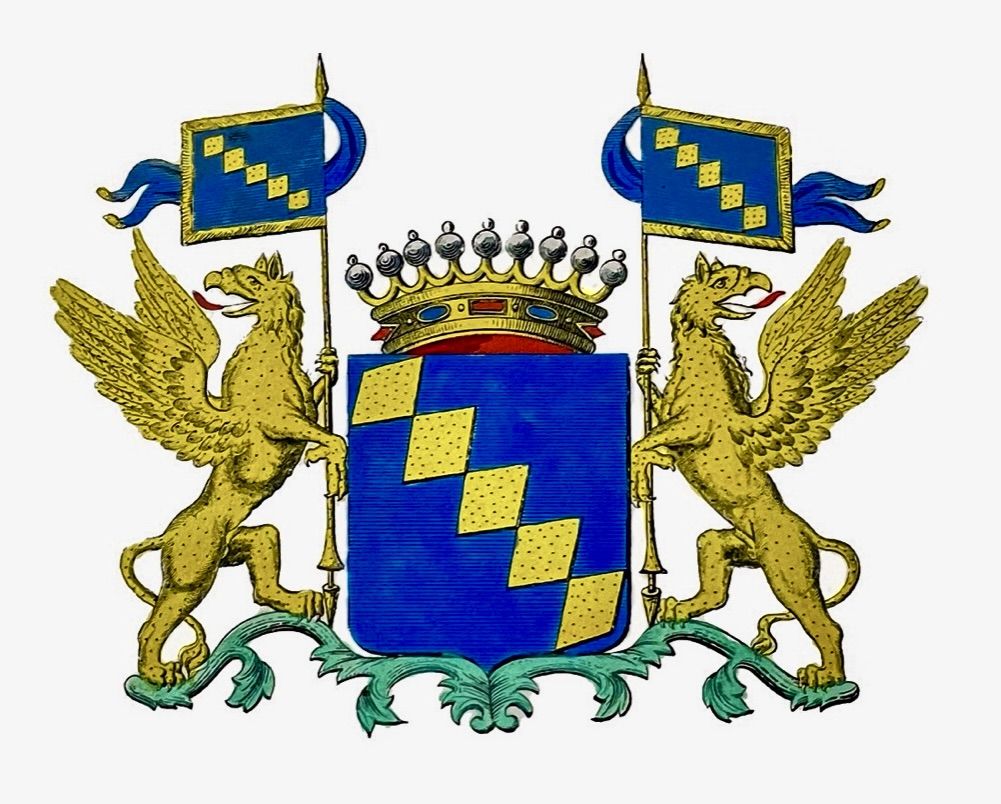
Wapenschild de la Motte Baraffe

Lamoral Antoine François Joseph de la Motte Baraffe (Doornik, 30 mei 1757 - Bléharies, 24 mei 1832) was een Zuid-Nederlands edelman.

## Geschiedenis
In 1579 werd aan François de la Motte, heer van Baraffe en Bourcquembray, door koning Filips II van Spanje de ridderslag verleend.
In 1612 werd door Aartshertog Albrecht de persoonlijke riddertitel verleend aan de zoon van François, jonkheer Jean de la Motte, heer van Isque.
In 1613 werd door de aartshertogen de persoonlijke riddertitel verleend aan de broer van Jean, jonkheer Jean de la Motte, heer van Baraffe en oud-krijgsman bij een compagnie van ordonnantie.
In 1766 verleende keizerin Maria Theresia wapenvermeerdering aan Marie-Thérèse de Formanoir en haar vijf kinderen, met terugwerkende kracht op haar overleden echtgenoot Nicolas-François de la Motte, heer van Bourcquembray.

## Levensloop
- Lamoral de la Motte, zoon van Nicolas-François voornoemd, was de laatste heer van Lesdain, Rosne, Haudion en Bourquembray. In de Franse tijd werd hij schepen van Doornik en maire van Lesdain. Hij trouwde in 1781 in Gent met Marie-Madeleine Hellin (1751-1823) en ze kregen vijf kinderen. In 1816, ten tijde van het Verenigd Koninkrijk der Nederlanden, werd hij erkend in de erfelijke adel en benoemd in de Ridderschap van de provincie Henegouwen.
  - Emmanuel Auguste de la Motte Baraffe (1782-1852) werd in de Franse tijd gemeenteraadslid van Doornik. Hij koos in 1814 de zijde van de geallieerden en van de prins van Oranje. Hij werd tot bijzonder commissaris en gouverneur van Henegouwen benoemd. Wat verrassend werd hij in september 1815, hoewel nog niet officieel weer in de adelstand opgenomen, tot baron verheven, overdraagbaar bij eerstgeboorte. Pas in april 1816 werd zijn vader Lamoral in de erfelijke adel erkend, meteen ook zijn kinderen. Auguste werd benoemd in de Ridderschap van Henegouwen. Hij trouwde met Marie Le Vaillant (1782-1851). Ze hadden zes kinderen, maar zonder verder nageslacht.
  - Denis de la Motte Baraffe (1787-1820) werd burgemeester van Montignies-sur-Roc. Hij trouwde met Virginie du Chastel de la Howarderie (1793-1847). Ze hebben afstammelingen tot heden, voornamelijk gevestigd in Montignies-sur-Roc en Seneffe. Onder hen bevonden zich burgemeesters van Montignies-sur-Roc en van Seneffe.